# ماتئو فیگولی
ماتئو فیگولی (انگلیسی: Matteo Figoli؛ زادهٔ ۱۷ دسامبر ۲۰۰۰) بازیکن فوتبال اهل ایتالیا است.